# 散木奇歌集
《散木奇歌集》（日语：／ Sanbokukikashū */?）是平安時代歌人源俊賴的家集，推測在他年約70多歲時，編撰完成《金葉和歌集》後的大約大治3年（1128年）時寫成。散木一詞出自於《莊子》內篇「人間世」，既指沒有用的樹木，也指沒有用的人，總共收錄了1,622首和歌，其中三首重複，結構上參考了敕撰集來分門別類，根據筑波大學附屬圖書館藏關根慶子以及阿波國文庫舊藏本記載，家集分為第一「春部」（正月、二月和三月）、第二「夏部」（四月、五月和六月）、第三「秋部」（七月、八月和九月）、第四「冬部」（十月、十一月和十二月）、第五「祝部」「別離」「旅宿」、第六「悲嘆部」「神祇」「釋教」、第七「戀部上」、第八「戀部下」、第九「雜部上」和第十「雜部下」（長歌、旋頭歌、混本歌、折句歌、沓冠折句歌、隱題和連歌）:93。家集與《金葉集》相比內容新奇，而且用詞和歌調自由奔放，讓人聯想到曾禰好忠的作品，也獲得《今鏡》的好評。
家集的手抄本總數超過50本:1，最初家集由關根慶子劃分為兩個系統，分別是涵蓋群書類從本、阿波國文庫舊藏本、宮內廳書陵部本和靜嘉堂文庫本等的類從本系統以及包括內閣文庫本、神宮文庫本、三手文庫本、阪本龍門文庫本和西下經一藏本等由顯昭手抄自俊賴親筆的原本，並且附有大野廣成在天保2年（1831年）抄寫的奧書的大野本系統，當時兩系統之間的劃分標準是夏部郭公的八首和歌的順序，關根以此推測類從本系統是源於大野本系統，另一方面發現野口道直本的簗瀨一雄認為道直本的版本才是這八首的原型，認為兩系統均源於此。後來，平澤五郎再將兩系統拆分為八卷本系統的第一至第三類以及十卷本系統的第四類。
底本方面，《校註國歌大系》以竹柏園藏佐佐木弘綱稿藤原景年以及伴光中補筆本為底本，並且以顯昭的《散木集註》進行校對。《新編國歌大觀》和《私家集大成》同樣以書陵部藏御所本為底本，並且通過阿波國文庫舊藏本進行校對，《新編私家集大成》則再加上冷泉家時雨亭文庫藏本，關根慶子與大井洋子編著的《阿波本散木奇歌集 本文校異篇》以及與古屋孝子編著的《散木奇歌集　集注篇》則以阿波國文庫舊藏本為底本。

## 版本

### 第一類

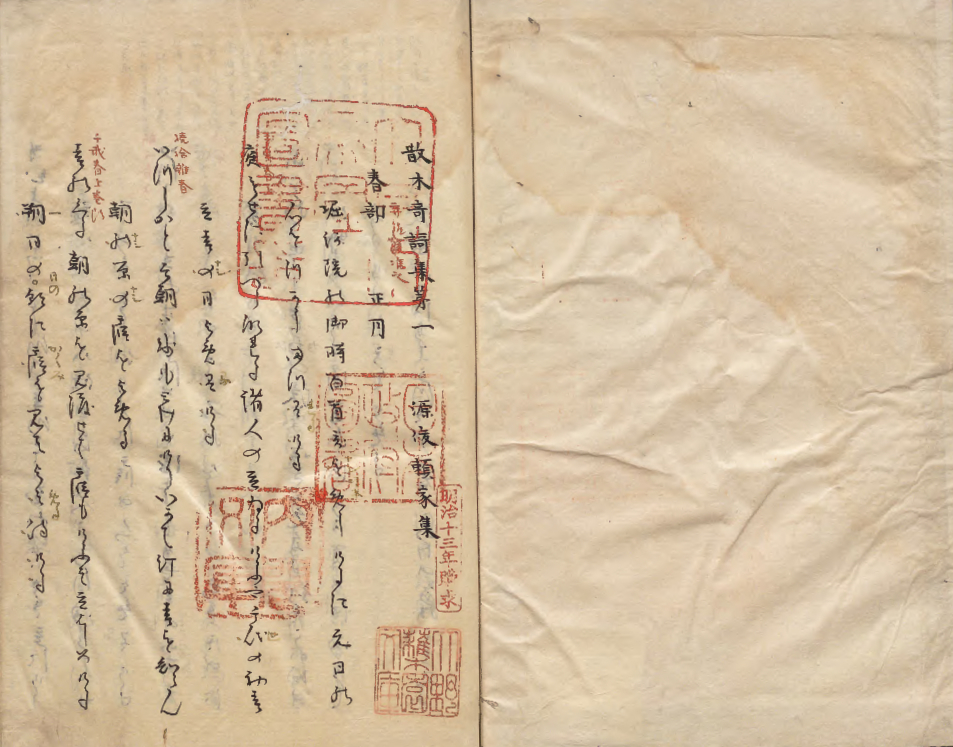
國立公文書館內閣文庫藏大野廣城校對本

屬於第一類的家集版本分別有圓珠庵藏契沖手抄本、三手文庫藏傳今井似閑手抄本、石川縣立圖書館李花亭文庫藏本以及國立公文書館內閣文庫藏大野廣城校對本等等:5。首先，圓珠庵藏契沖手抄本，兩冊十卷，其中卷一至卷八出自契沖手筆，卷九和卷十則是由他人寫成，為長27.7厘米，寬20.3厘米的袋綴，位於封面左上方的題簽是淡棕色雁皮紙短冊，兩冊分別寫有「散木奇謌集 自一至四 上」和「散木奇歌集 自五至八 下」的外題，相信同樣出自契沖手筆，雖然下冊封面標示為自五至八，但是實際上卷九和卷十也在其中，卷一的內題寫有「散木奇謌集第一 春部」，在下方則寫有「源俊賴家集」（如此類推），不過其中卷二、三和七中的謌字則寫成歌，料紙是楮紙，上冊64頁著墨，補紙一頁，下冊105頁著墨，每半頁十二行，和歌一行，詞書隔一個空格。另外，手抄本雖然沒有奧書，但是根據大野廣城本記載，該版本可能是在元祿6年（1692年）8月下旬抄寫自此版本，因此推測契沖手抄本的成書時期也大約在這段期間:7-8。
其次，三手文庫藏傳今井似閑手抄本，一冊十卷，為長27厘米，寬20.6厘米的袋綴，水邊草花紋打曇封面，中央部分寫有「散木集 俊賴家集」的外題，料紙是薄紙，每半頁十二行，和歌一行，詞書隔兩個空格，170頁著墨，手抄自契沖本，由於內有今井似閑的朱印，加上契沖是其師傅，因此推測此手抄本出自其手筆:60-61。其三，石川縣立圖書館李花亭文庫藏本，兩冊十卷，為長27.2厘米，寬19.7厘米的袋綴，淺縹色封面，左上方的題簽分別寫有「散木奇謌集 自一至四」和「散木奇謌集 自五至十」，料紙是楮紙，每半頁十一行，和歌一行，詞書隔一個空格，上冊71頁著墨，下冊114頁著墨，同樣在江戶時代中期時手抄自契沖本:64。
最後，國立公文書館內閣文庫藏大野廣城校對本，三冊十卷，為27.2厘米，寬18.7厘米的袋綴，淡棕色刷毛引封面，左上方寫有「散木奇謌集 上」（如此類推）的外題，內題則是「散木奇謌集第一 春部」（如此類推），下方則寫有「源俊賴家集」，其中只有卷七的謌字寫作歌，料紙是楮紙，每半頁十行，和歌一行，詞書隔兩個空格，上冊86頁著墨，中冊62頁著墨，下冊78頁著墨，根據奧書記載，此版本由大野廣城於天保2年（1831年）11月校對而成，構成上以契沖本為主體，並且通過群書類從本來進行校對和整合，並且由清水濱臣的註腳補筆而成:67-69。

### 第二類
屬於第二類的家集版本分別有第一種的神宮文庫藏本、志香須賀文庫藏本、國立國會圖書館藏松平忠房舊藏本、國立公文書館內閣文庫藏林羅山舊藏本、刈谷市圖書館藏葉山信果手抄村上忠順「散木棄謌集標註」第一次補筆本:73、岡山大學附屬圖書館藏業合賢豐手抄本以及岡山市立中央圖書館藏合著本等等:110-111、122-123，以及第二種的村上家藏顯昭註野口道直舊藏本和簗瀨一雄藏長岡興家手抄本:5-6。

#### 第一種

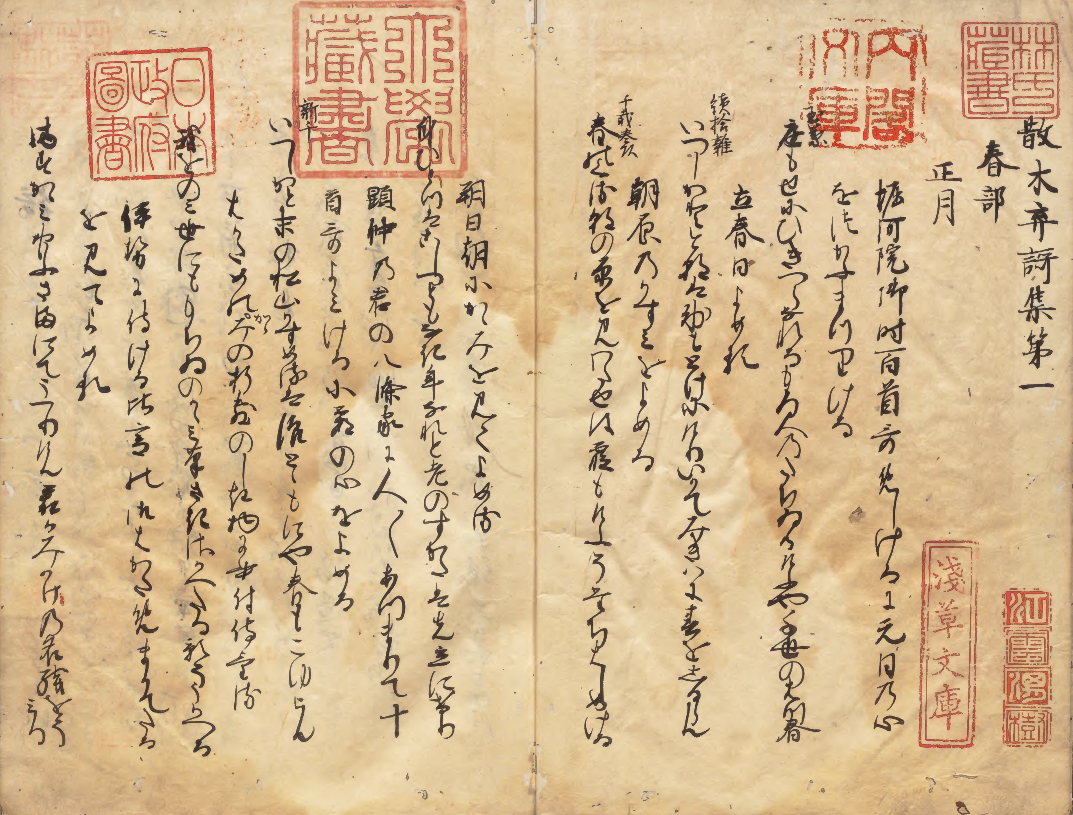
國立公文書館內閣文庫藏林羅山舊藏本

首先是第一種的神宮文庫藏本，兩冊八卷，為長28.9厘米，寬19.5厘米的袋綴，淺蔥色花卉連續卍字空押封面，左上方的雁皮紙短冊題簽寫有「散木集 上」（如此類推），內題是「散木奇歌集第一 春部」（如此類推），上下冊各四卷，各卷頭均有「林崎文庫」的方形印，各卷末則記有「明治四年（1871年）甲辰吉旦奉納 皇太神宮林崎文庫以期不朽 京都勤思堂村井古巖敬義拜」以及奉納印，料紙是楮紙，每半葉九行，和歌一行，詞書隔一個空格，推測是近世初期的手抄本:73。
其次，志香須賀文庫藏本，一冊八卷，為長23.5厘米，寬17.1厘米的袋綴，藏青色上光封面，左上方的黃蘗色短冊題簽寫有「散木和謌集 全」，內題是「散木奇歌集第一 春部」（如此類推），封面背面中央部分寫有「右俊賴朝臣之家集也」，沒有奧書和蓋印，料紙是楮紙，每半葉十一行，和歌一行，詞書隔三個空格，138頁著墨，推測在江戶時代後期手抄自神宮文庫本:88。其三，國立國會圖書館藏松平忠房舊藏本，兩冊八卷，為長27.2厘米，寬20厘米的袋綴，縹色毘沙門格子牡丹蔓草空押封面，左上方的白色雁皮紙短冊題簽寫有「散木棄歌集 上」（如此類推），內題是「散木棄謌集第一 春部」（如此類推），不過其中卷五、七和八中的謌字寫作歌，冬部卷則寫作「冬哥」，與神宮文庫本在和歌分項上屬於第一類，上冊四卷為四季，下冊四卷是第五至第八卷，其中戀部上的部分缺少了上字，各卷末均有「尚舍源忠房」的蓋印以及「文庫」二字的朱印，裝幀與其他島原松平文庫舊藏書也相同，推測在松平文庫舊藏書中也屬於較早期的版本，估計成書於江戶時代前期，料紙是楮紙，每半頁十行，和歌一行，詞書隔一個空格:91-92。
其四，國立公文書館內閣文庫藏林羅山舊藏本，兩冊八卷，為長29.2厘米，寬20.6厘米的袋綴，栗皮封面，左上方以朱墨寫有「散木棄歌集」，與忠房舊藏本的內題同樣是「散木棄謌集第一 春部」（如此類推），冬部卷亦寫作「冬哥」，不過謌字寫作歌的則是卷五至七，和歌分類也與其完全一致，推測與其出自於同一版本，另有「江雲渭樹」和「林氏 文庫」的蓋印，反映此版本曾經是林羅山所有，料紙是楮紙，每半頁十行，和歌一行，詞書隔兩個空格，上冊83頁著墨，下冊73頁著墨:92-93。其五，刈谷市圖書館藏葉山信果手抄村上忠順「散木棄謌集標註」第一次補筆本，四冊十卷，為長26.7厘米，寬18.7厘米，淡棕色刷毛引封面，左上方外題是村上忠順所寫的「散木棄歌集一」（如此類推），內題基本上是以「散木棄謌集第一 春部」（如此類推）的格式為主，不過卷二寫作「散木奇謌集」，卷九和卷十則是「散木和歌集」，和歌分類也與忠房舊藏本和林羅山舊藏本完全一致，料紙是楮紙，第一至第八卷是每半頁十行，第九和第十卷是每半頁十二行，和歌一行，詞書隔兩個空格，第一冊43頁著墨，第二冊38頁著墨，第三冊66頁著墨，第四冊45頁著墨，按卷末記載，此版本是由葉山信果在天保12年（1841年）晚春時手抄自岡本保孝本，岡本保孝本則是源自狩谷棭齋本，卷九和卷十則源於其另一藏本，並且以群書類從本作校對而成，村上忠順則在嘉永4年4月12日（1851年5月12日）尾張國琵琶島（現愛知縣名古屋市西區枇杷島）根據野口道直本來進行校對:104-106。
其六，岡山大學附屬圖書館藏業合賢豐手抄本，一冊八卷，為長23.3厘米，寬16.8厘米的袋綴，黃蘗色封面，左上方是雁皮紙短冊題簽，沒有外題，內題是「散木奇歌集第一 春部」（如此類推），奧書記載道是由業合賢豐在寬延2年5月4日（1749年6月18日）寫成，業合賢豐是北島寺的宮司，書內空白頁蓋有由其子孫業合隆雄寄贈的印章，形態上與神宮文庫藏本最為接近，料紙是薄楮紙，每半頁十二行，和歌一行，詞書隔三至五個空格，著墨123頁:110-111。最後，岡山市立中央圖書館藏合著本，三冊七卷，為長23.5厘米，寬16.9厘米，淺縹色布目封面，外題是「散木奇歌抄」，右上則寫有「共四冊」，內題是「散木奇歌集第一 春部」，下方附註「源俊賴家集」（如此類推），只有卷八和卷十中的歌字分別寫作哥和謌，成書於江戶時代後期，其中第二和第三冊出自同一人手筆，第一冊則是由其他人寫成，各冊的第一頁則蓋有「玩翠園 藏書記」的朱印，系統上卷一至卷八屬於第二類，卷九和卷十則是第一類，每半頁十一行，和歌一行，詞書隔二或三個空格，三冊的著墨頁數分別是39頁、51頁和54頁:122-123。

#### 第二種
首先，村上家藏顯昭註野口道直舊藏本，五冊十卷，附加顯昭的註解，為長26.5厘米，寬19厘米的袋綴，茶褐色刷毛引改裝封面，左上方的外題寫有「散木集 一」（如此類推），註解則寫作「附錄顯昭注」，第一冊的空白頁背面右下方則寫有「俊賴朝臣家集也」，內題是「散木奇歌集第一」（如此類推），顯昭註則沒有內題，但是有奧書指註解是我足軒於寬文10年卯月10日（1670年5月28日）手抄自顯昭在文祿3年4月27日（1594年6月15日）親筆所寫的手抄本，各卷的頁數按順序分別是21頁、16頁、21頁、12頁、12頁、28頁、13頁、12頁、25頁、22頁和33頁，各冊的第一頁則蓋印「村上文庫」和「幡」（野口道直印），簗瀨一雄推測卷一至卷四成書於慶安或承應年間（1648年至1655年），卷五至卷十是文化至文政年間（1804年至1831年），註解則是寬文10年（1670年）。料紙是楮紙，卷一至卷十每半頁十二行，和歌一行，卷一至卷四的詞書是隔兩個空格，卷五至卷十則是隔三個空格，註解每半頁十行，詞書隔兩個空格:144-147。最後，簗瀨一雄藏長岡興家手抄本，兩冊六卷，為長30.3厘米，寬21.3厘米，雁皮紙暫定綴封面，現存的只有卷一至卷三以及卷八至卷十，卷四至卷七則已經散佚，外題分別有「散木集　俊賴家集　一」和「散木集　二」（如此類推），內題是「散木棄歌集第一 春部」（如此類推），只有卷二的歌字寫作謌，料紙是楮紙，和歌一行，詞書隔三個空格，上冊春部22頁著墨，夏部19頁著墨，秋部25頁著墨，下冊戀部下14頁著墨，雜部上29頁著墨，雜部下28頁著墨，其中上冊春部漏寫了第14首和歌至第21首和歌的詞書，下冊卷末寫有長岡興家於明治45年（1912年）5月手抄而成的奧書:156-157

### 第三類

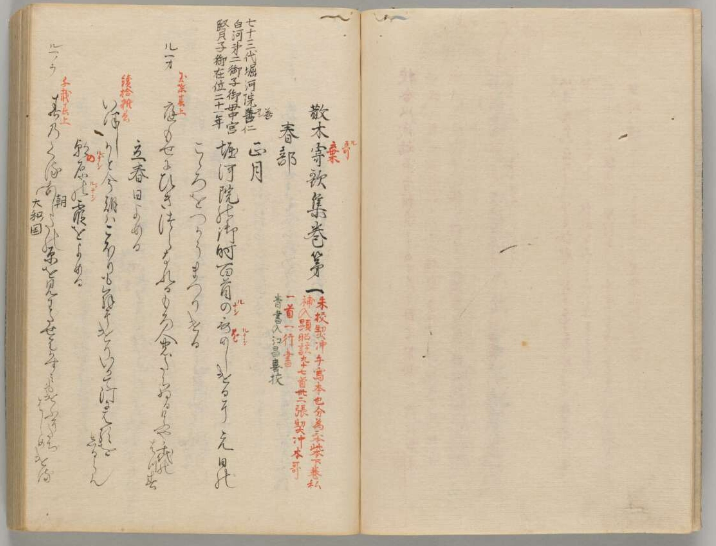
國文學研究資料館初雁文庫藏本

屬於第三類的家集版本分別有神宮文庫藏本、國立國會圖書館藏岸本由豆流舊藏本、國文學研究資料館初雁文庫藏本、小澤蘆庵手抄校訂本（國學院大學圖書館藏小澤蘆庵本、慶應義塾大學附屬研究所斯道文庫藏本、東京大學綜合圖書館藏本、京都大學附屬圖書館藏本、小平市立圖書館藏小津桂窓舊藏本以及穗久邇文庫藏本等等）:6:76-78。首先，神宮文庫藏本，八冊八卷，為附有《堀川院御百首抄》、《俊成卿女家集》、《續詞花和歌集》和《順德院御集》的錯綴，為長28.3厘米，寬19.5厘米的袋綴，淺蔥色地金泥花卉圓紋等封面，左上方的雁皮紙短冊題簽分別寫有「散木集 異本 一之二（三、四之上、四之下、五、六、七、八）」，內題是「散木奇歌集卷第一」（如此類推），只有卷四是分別寫作卷第四以及卷第四下，相對於前者從冬部第569首開始，後者卻是從夏部後半第的284首開始，因此推測「卷第四下」實際是「卷第二下」，各卷頭蓋有「林崎文庫」印，卷末則是「勤思堂」、「邨井」以及「天明四年（1784年）甲辰八月吉旦奉納 皇太神宮林崎文庫以期不朽 京都勤思堂村井古巖敬義拜」，料紙是楮紙，每半頁十行，和歌兩行，詞書隔三個空格:3。
其次，國立國會圖書館藏岸本由豆流舊藏本，五冊十卷，為長27.9厘米，寬18.6厘米的袋綴，原來的封面是淺縹色，現在則是棕色刷毛引的書套式的封面，按此封面的記載則分為兩冊十卷，左上方的尺吋稍大的白紙短冊題簽分別寫有「散木奇歌集 一春二夏（三秋四冬・五祝別 旅六悲釋、七戀上八戀下和九雜上十雜下）」，其中第二至第五冊的歌字則寫作哥，內是題「散木奇歌集卷第一」（如此類推），著墨頁數按順序是20頁、16頁、21頁、11頁、11頁、25頁、12頁、11頁、25頁和24頁，料紙是楮紙，每半頁十二行，和歌一行，詞書約隔三個空格，各冊第一頁正面靠右下方蓋有「岸本家藏書」的藏書印，反映這是岸本由豆流的藏書，推測成書於江戶時代後期:20-21。其三，國文學研究資料館初雁文庫藏本，三冊十卷，附有顯昭註解，為長26.6厘米，寬18.9厘米的袋綴，淺縹色刷毛引封面，左上方是薄雁皮紙短冊題簽，寫有「散木奇歌集 上」（如此類推），卷一的內題是「散木寄歌集卷第一 春部」（如此類推），其餘各卷中的寄字則寫作奇，料紙是楮紙，每半頁十行，和歌一行，詞書隔兩個空格，推測成書於天保年間，但是各冊均出自不同人的手筆，此外各冊的卷頭或空白頁則蓋有「勝安芳」的印章:78-79。

#### 小澤蘆庵手抄校訂本
首先，國學院大學圖書館藏本，三冊十卷，附有顯昭註解，為長23.5厘米，寬16.1厘米的袋綴，縹色布目封面，左上方的題簽寫有「散木集 上」（如此類推），內題是「散木寄歌集卷第一」，卷四以外的卷第二至卷第十寄字則寫作奇，顯昭註解則沒有內題，但是第三冊的第一頁中央部分則有「散木集注」四字，各冊內題背面亦有「子爵水野忠欵寄贈」的蓋印，料紙是楮紙，每半頁十行，和歌一行，詞書隔四個空格，著墨頁數按順序是25頁、20頁、28頁、24頁、14頁、33頁、15頁、14頁、33頁、30頁和37頁，奧書指出此版本由蘆庵在安永8年正月10日（1779年2月25日）校對而成:38-39。其次，慶應義塾大學附屬研究所斯道文庫藏本，三冊十卷，附有顯昭註解，為長27厘米，寬19.3厘米的袋綴，薄棕色布目刷毛引封面，左上方是寫有「散木集 上」（如此類推）的外題，右下則貼上了蓋有「大森文庫」的紙條，內題與國學院大學藏本相同，著墨頁數按冊數順序是99頁、93頁、28頁和33頁，與國學院大學藏本的奧書「讚岐守美」相比，此版本則寫作「讚岐守宗美」，其餘版本也同樣，除此之外也同樣記載道是蘆庵在安永8年正月10日（1779年2月25日）校對而成，料紙是楮紙，每半頁十行，和歌一行，詞書隔三個空格:60-61。
其三，東京大學綜合圖書館藏本，一冊五卷，為長26.9厘米，寬19.5厘米的袋綴，薄棕色布目刷毛引封面，左上方的外題寫有「散木集 四季 祝 離別 旅 上」，右上方寫有「前波默軒手澤本」，卷一的內題是「散木寄歌集卷第一 春部」（如此類推），其餘各卷中的寄字則寫作奇，各卷頭蓋有「對樽 堂璽」和「渡邊文庫 珍藏書印」的藏書印，與斯道文庫在料紙和行數等均非常類似，不過此版本的成書時期略早於斯道文庫本:66-67。其四，京都大學附屬圖書館藏本，九冊十卷，附有顯昭註解，為長27.1厘米，寬18.8厘米，茶褐色刷毛引封面，左上方的外題寫有「散木棄歌集」，其中只有卷九的歌字寫作哥，內題、奧書以致於著墨頁數均與斯道文庫藏本相同，推測同樣成書於江戶時代末期，料紙是楮紙，每半頁十行，和歌一行，詞書隔兩或三個空格:72-73。
其五，小平市立圖書館藏小津桂窓舊藏本，三冊十卷，附有顯昭註解，為長27.7厘米，寬19.3厘米的袋綴，雖然沒有外題，但是有內題寫有「散木寄歌集卷第一 春部」（如此類推），第一冊分別是卷一至卷五，總共99頁，中冊是卷六至卷八，總共93頁，下冊是卷九、卷十和顯昭註解，總共60頁，奧書也與其他小澤蘆庵本一致，另外也蓋有代表是小津桂窓的「西莊文庫」藏書印，料紙是楮紙，每半頁十行:76-78。最後，穗久邇文庫藏本，三冊十卷，附有顯昭註解，為長27.3厘米，寬17.5厘米的袋綴，縹色布目封面，左上方外題寫有「散木和歌集 上」（如此類推），內題是「散木奇歌集。第一 春部」（如此類推），卷九和卷十則以卷字代替句號，著墨頁數按順序是28頁、22頁、29頁、15頁、15頁、38頁、17頁、16頁、30頁、28頁和33頁，其中卷九和卷十與斯道文庫以京都大學本完全相同，奧書記載此版本校對自群書類從本，也有榎並隆璉的補筆，卷一至卷八則源自於第二類本，料紙是楮紙，卷一至卷八每半頁九行，卷九和卷十則是十行，和歌一行，詞書隔三個空格:96-98。

### 第四類

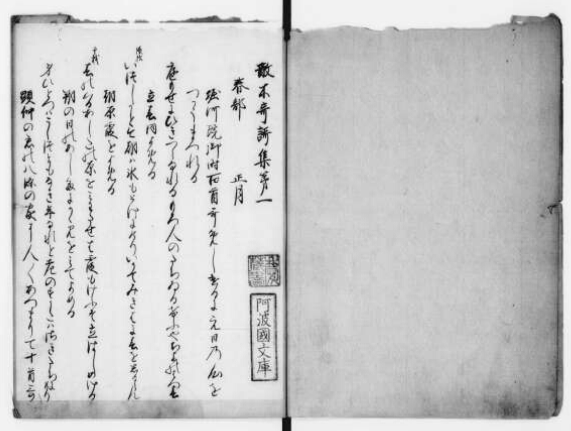
筑波大學藏關根慶子以及阿波國文庫舊藏本

屬於第四類的家集版本分別有群書類從本、宮內廳書陵部藏本、京都大學國語學國文學研究室藏本、穗久邇文庫藏本、國立國會圖書館藏內藤廣前手抄岡田希雄補筆本、志香須賀文庫藏本、靜嘉堂文庫藏間宮永好校訂本和烏丸光政令寫本、慶應義塾圖書館舊館藏傳萩原宗固手抄本、筑波大學附屬圖書館藏關根慶子以及阿波國文庫舊藏本以及宮內廳書陵部藏後西天皇宸筆題簽及奧書本等等:6-7:93。首先，靜嘉堂文庫藏烏丸光政令寫本，一冊兩卷，為長27.6厘米，寬20.3厘米的袋綴，無花紋鳥子封面，左上方外題寫有「雜部 散木奇歌集 全」，為烏丸光政的筆跡，內題是「散木棄謌集第九 雜部上」（如此類推），奧書記載道是由賀茂季鷹在天保9年10月8日（1838年11月24日）手抄自久我建通本，翌年12月上旬在烏丸光政的要求下手抄而成，卷頭蓋有「松井 藏書」的朱印，顯示原為松井簡治的藏書，料紙是楮紙，每半頁十二行，和歌一行，詞書隔約兩個空格，50頁著墨:133-135。其次，同文庫藏間宮永好校訂本，三冊十卷，為長27.2厘米，寬19.6厘米的袋綴，茶褐色刷毛引封面，左上方無花紋方框短冊題簽寫有「散木奇歌集 異本校 一 二 三」（如此類推），第三冊則是「散木奇歌集 異本校 八 九 十止」，內題是「散木奇謌集第一 春部」（如此類推），只有冬部一卷中謌字寫作歌，奧書則記載道是源輳在文政10年（1827年）晚秋下令讓重賢手抄師翁的藏本而成，這裡的重賢推測是小澤蘆庵門下的小野重賢或加藤千蔭門下的鈴木重賢，同時也記載道間宮永好在安政6年（1859年）之前參照了師翁小山田與清的類聚本等完成了第一次校對，其後於文久2年3月28日（1862年4月26日）再以小山田的校對本，當時已經獻給了水戶德川家，並且保存於其文庫的一冊來完成了校對，料紙是楮紙，每半頁十一行，和歌一行，詞書隔三或四個空格，三冊的著墨頁數分別是62頁、63頁和65頁:140-143。

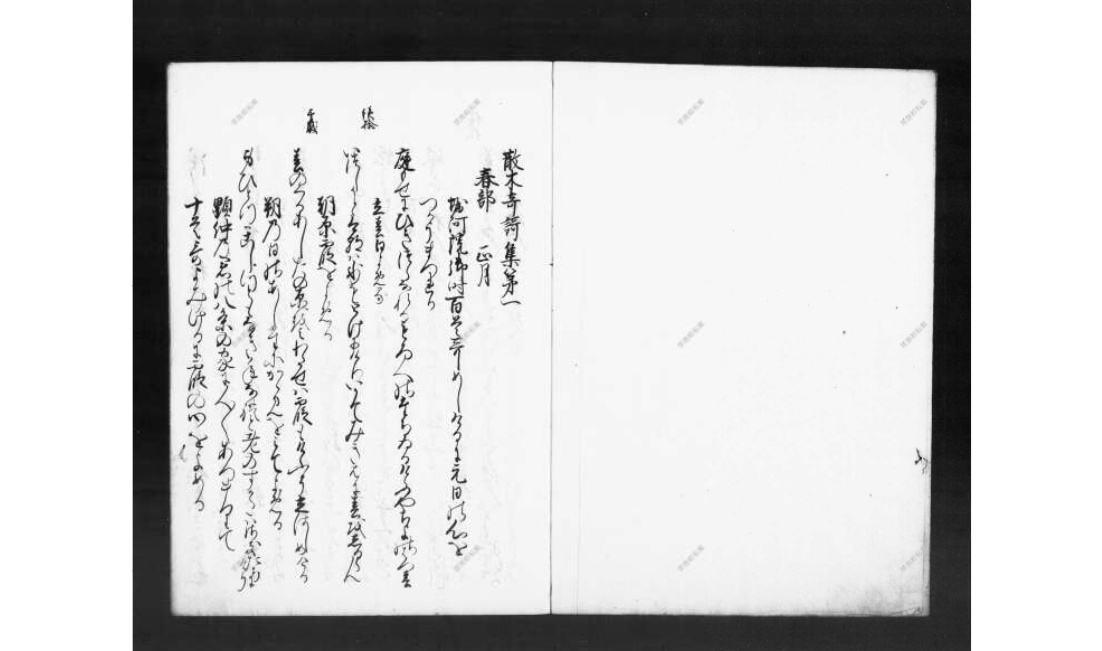
宮內廳書陵部藏後西天皇宸筆題簽及奧書本（書陵部藏御所本）

其三，慶應義塾圖書館舊館藏傳萩原宗固手抄本，兩冊十卷，為長27.3厘米，寬18.1厘米的袋綴，柴色封面，左上方短冊題簽分別寫有「萩原宗固筆 散木奇歌集 自一二 三至五 全部十卷」和「散木奇歌集 自六至八 九十終」，其中上冊第一頁另貼有「萩原宗固筆」的紙條，內題的第一行寫有「俊賴朝臣家集 全十卷」，第二行則是「散木奇謌集卷第一 春部」（如此類推），不過除了卷一有卷字外，其餘各卷均沒有，卷三和卷九更各自缺少了第字和奇字，兩冊卷頭均蓋有「刀水書 屋所藏 圖書記」和「快馬 度刀水」的藏書印，為同館渡邊刀水文庫的藏書之一，料紙是楮紙，每半頁十一至十三行，和歌一行，詞書隔兩或三個空格，上下冊分別各80頁和94頁著墨:159-161。其四，筑波大學藏關根慶子以及阿波國文庫舊藏本，兩冊十卷，為長27.5厘米，寬20厘米的袋綴，淺棕色鳥子封面，左上方是金泥龍紋短冊題簽，寫有「散木。集 上」（如此類推），內題是「散木奇謌集第一 春部」（如此類推），上下冊的卷頭或卷末均蓋有「阿波國文庫」的藏書印，推測成書於江戶時代料紙是斐楮交漉的薄紙，每半頁幾乎都是十三行，和歌一行，詞書隔約兩個空格，上下冊著墨頁數分別是95頁和67頁，與《基俊集》合綴:194:93。
最後，宮內廳書陵部藏後西天皇宸筆題簽及奧書本（書陵部藏御所本），兩冊十卷，平澤五郎稱其是長28.3厘米，寬20.4厘米的袋綴，打曇封面，宮內府圖書寮則稱是長28厘米，寬20.3厘米的袋綴，白色鳥之子紙封面，配上藍紫的雲紋，左上方是金泥龍紋的丹色短冊，寫有靈元天皇筆跡的「散木奇謌集 上」（如此類推），料紙是楮紙，一面十三行，和歌一行，詞書隔兩至三個空格，上下冊的著墨頁數分別是94頁和85頁，其中下冊的19頁為《基俊集》，由於後西天皇在寬文10年7月19日（1670年9月3日）將仁平4年正月19日（1154年3月4日）以及寶治元年9月27日（1247年10月27日）的奧書轉載至此書，因此屬近世初期的手抄本，與阿波國文庫本之間總共有97處標明出處的地方以及合點用的印記一致，盡管收錄歌數與書陵部本相比僅有其約三分之一，但是有書陵部本缺失的神祇部中的第859首詞書開始直至第867首的詞書途中的部分，然而由於書陵部本有第867首的詞書的末段兩字，因此兩個版本並非直接抄寫的關係。此外，同系統的群書類從本則缺少了三首和歌以及連歌的下句:201-205。

#### 群書類從本
首先，慶應義塾圖書館藏本，三冊十卷，為長26.5厘米，寬18厘米的袋綴，淡棕色布目封面，左上方的方框白紙短冊題簽寫有「羣書類從 二百五十四上」（如此類推），各冊第一頁的內題前以及各冊卷末寫有「群書類從第二百五十四上」（如此類推），其中第一頁的內題前則再加上「檢挍保己一集 和歌部百九 家集二十七」，內題是「散木奇謌集第一 春部」（如此類推），奧書雖然記載道是由松平乘尹校對而成，但是實際不明，料紙是楮紙，每半頁十行，和歌一行，詞書隔兩或三個空格:165-166。其次，京都大學國語學國文學研究室藏本，三冊十卷，為長26.3厘米，寬18.3厘米的袋綴，香色封面，中央部分的厚布目雁皮紙短冊題簽寫有「散木奇謌集 上」（如此類推），推測在江戶時代末期臨摹自群書類從本，但是沒有其奧書，料紙是楮紙，每半頁十行，和歌一行，詞書隔兩或三個空格:171。其三，志香須賀文庫藏本，三冊十卷，為長26.5厘米，寬18.3厘米的袋綴，香色布目封面，左上方是雙重外框的刷短冊題簽，寫有「散木奇謌集 上」（如此類推），各冊卷頭的空白頁蓋有「詠善堂圖書」、「玉松家文庫」和「遠加文庫」的藏書印，與京都大學本一樣是臨摹自群書類從本，料紙是楮紙，每半頁十行，和歌一行，詞書隔兩或三個空格:172。
其四，宮內廳書陵部藏本，兩冊十卷，為長28.9厘米，寬21厘米的袋綴，縹色布目封面，左上方外題寫有「散木奇歌集 上」（如此類推），內題與群書類從本一致，不過卷末則有該書沒有的「散木奇歌集大尾」，抄寫自江戶時代末期，料紙是楮紙，每半頁十四行，和歌一行，詞書隔一個空格，上下冊的著墨頁數分別是71頁和70頁:173。其五，國立國會圖書館藏內藤廣前手抄岡田希雄補筆本，三冊十卷，為長27.3厘米，寬19.3厘米的袋綴，香色刷毛引封面，左上方外題寫有「俊賴朝臣歌集 散木集 上」（如此類推），內題方面，除了上冊「散木奇歌集第一」中的歌字並非群書類從本的謌外，其餘各卷均相同，奧書則記載道是由內藤廣前在文政12年12月9日至17日（1830年1月3日至11日）時手抄而成，後來由岡田希雄補筆加註，各冊卷首蓋有「賢木園文庫」、「岡田 希雄 藏書」和「陸軍預科士官學校圖書之印」等朱印，料紙是楮紙，每半頁十行，和歌一行，詞書隔兩至三個空格，上中下三冊和奧書的著墨頁數分別是81頁、69頁、57頁和1頁:177-178。

### 其他

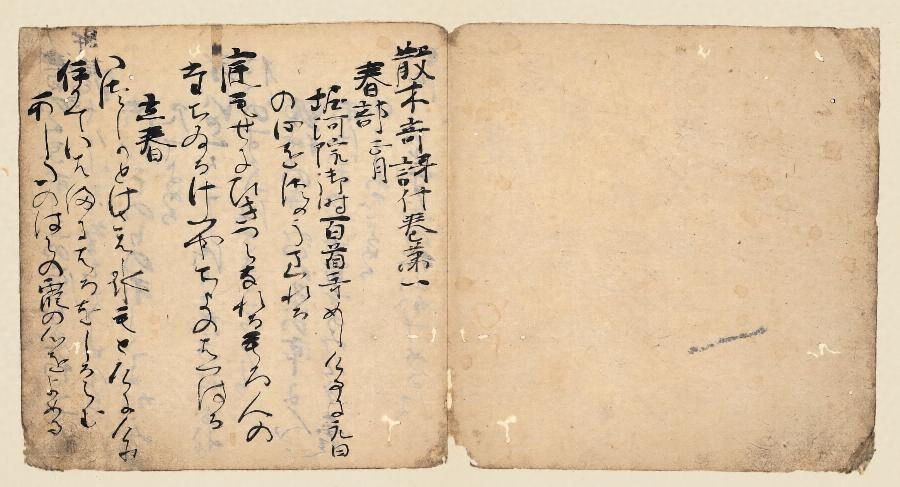
冷泉家時雨亭文庫藏本

除了平澤五郎介紹的34冊之外，目前已確認的版本尚有冷泉家時雨亭文庫藏本一帖、阪本龍門文庫藏甲本和乙本各三冊、京都女子大學圖書館谷山文庫藏本三冊、鶴見大學圖書館藏抄出本、早稻田大學圖書館藏中野幸一舊藏本一冊、關西大學岩崎文庫藏小澤蘆庵手抄本三冊、熊本大學北岡文庫藏本一冊、甲南女子大學藏本兩冊、大阪天滿宮藏本四冊、國文學研究資料館藏群書類從手抄本一冊、同館藏本三冊、同館初雁文庫藏本三冊、富山市立圖書館山田孝雄文庫藏本一冊、石川縣立圖書館川口文庫藏本一冊、丹波篠山市青山歷史村藏本兩冊、甲賀市水口圖書館藏本三冊、盛岡市中央公民館藏南部家舊藏群書類從本三冊、同館藏群書類從手抄本三冊以及岩手縣立圖書館藏黑川盛隆筆本一冊:114。
其中，首先是冷泉家時雨亭文庫藏本，根據其奧書記載，在安貞2年（1228年）8月時，藤原定家由於遺失了美福門院加賀的親筆本，因此便參照前大納言的藏本來親筆書寫了卷頭，《冷泉家的至寶展》記載為長17厘米，寬16.3厘米的綴葉裝，《新編私家集大成》引述《冷泉時雨亭叢書》的解題，指是長16.9厘米，寬16.7厘米，文化廳則稱是綴葉裝枡型本，撒有銀箔的墨流封面上有定家親筆的「源木工集」外題，料紙是斐楮交漉紙，內題是「散木奇謌什巻第一」，卷第二之後則是「散木強謌（哥）集）」，卷頭有兩張空白頁，由第三頁開始書寫，約一頁半由定家親筆書寫，其餘均由另一人手抄而成。各部卷末記載了收錄歌數，最後的卷末則記載總收錄歌數「約一千五百二十九首，加連歌定也」，實際的收錄歌數則是1,514首，此版本在1987年6月6日獲文化廳指定為重要文化財。
其次，阪門龍門文庫藏甲本，為長26.5厘米，寬20.4厘米的袋綴，根據關根慶子的說法，此版本源流最初是顯昭於仁平4年（1154年）手抄自俊賴親自筆本，然後再寶治元年（1247年）再由他人手抄，及至永仁2年11月20日（1294年12月8日）再次由他人手抄，到慶長年間（1596年至1615年）再手抄的便是現在的版本，屬於大野本系統，書陵部御所本的奧書或許來自於此版本。其三，盛岡市中央公民館藏南部家舊藏群書類從本，為長26.5厘米，寬17.9厘米的袋綴，赤茶布目紙封面，外題和內題與其他群書類從本相同，三冊的著墨頁數分別是81頁、69頁和61頁，其中下冊奧書佔了四頁，料紙是楮紙。最後，同館藏的群書類從手抄本則是長27.4厘米，寬19厘米的袋綴，薄茶橫目模樣封面，中央部分為寫有「散木奇哥集 上」（如此類推）的外題。兩者的卷頭空白頁分別蓋有「櫻園」和「常磐園」的藏書印，分別指南部利剛與他的妻子德川齊昭之女明子:2-3。

### 註解
1. ↑  混本歌是指類似於旋題歌的和歌，詳細不明[4]。
2. ↑  隱題是指將某些事物隱藏於和歌內的作品，又稱物名歌[5]。
3. ↑  合點是指對和歌作出評價時標註的記號[15]。

## 外部連結
- （页面存档备份，存于）（國際日本文化研究中心的和歌數據庫）

- 第一類至第三類（八卷本系統）
  - （國立公文書館內閣文庫藏大野廣城校對本，第一類）
  - （國立公文書館內閣文庫藏林羅山舊藏本，第二類）
  -  （页面存档备份，存于）（國文學研究資料館初雁文庫藏本三冊，第三類）

- 第四類（十卷本系統）
  -  （页面存档备份，存于）（筑波大學藏關根慶子以及阿波國文庫舊藏本兩冊）
  -  （页面存档备份，存于）（宮內廳書陵部藏後西天皇宸筆題簽及奧書本（書陵部藏御所本））
  -  （页面存档备份，存于）（宮內廳書陵部藏群書類從本兩冊）

- 其他
  -  （页面存档备份，存于）（阪本龍門文庫藏甲本三冊）
  -  （页面存档备份，存于）（早稻田大學圖書館藏中野幸一舊藏本一冊）
  -  （页面存档备份，存于）（關西大學岩崎文庫藏小澤蘆庵手抄本三冊）
  -  （页面存档备份，存于）（國文學研究資料館藏本三冊）
  -  （页面存档备份，存于）（國文學研究資料館初雁文庫藏本兩冊，書陵部藏本的手抄本）
  -  （页面存档备份，存于）（富山市立圖書館山田孝雄文庫藏本一冊）
  -  （页面存档备份，存于）（丹波篠山市青山歷史村藏本兩冊）
  -  （页面存档备份，存于）（盛岡市中央公民館藏南部家舊藏群書類從本三冊）
  -  （页面存档备份，存于）（盛岡市中央公民館藏南部家舊藏群書類從本手抄本三冊）